# Арабистика
Араби́стика (ара́бове́дение) (араб. الاستعراب) — совокупность научных дисциплин, изучающих арабский литературный язык и его разговорные диалекты, литературу, историю, экономику, культуру, искусство, религию, философию, этнографию, памятники материальной и духовной культуры арабских народов. Термин «арабистика» возник в Европе в Новое время.

## Арабистика в России
В России арабистика как самостоятельная область знания выделяется в начале XIX века. Первая «Краткая арабская грамматика в таблицах» А. В. Болдырева вышла в свет в 1827 году.
«Опыт грамматики арабского языка» М. Т. Навроцкого (1867) — первое в России систематическое описание строя литературного арабского языка.
В грамматике М. О. Аттая (1884), сыгравшей значительную роль в развитии московской школы арабистики, а также в «Грамматике арабского языка» А. Ф. Хащаба (1910) прослеживается влияние арабской языковедческой традиции, которая становится объектом изучения «Очерка грамматической системы арабов» В. Ф. Гиргаса (1873), впервые в арабистике сделавшего попытку вскрыть сущность концепций арабского языкознания, их теоретические и методологические основы.